# بهاگا
بهاگا (baga) خدای ثروت دین ودائی است، و همچنین اصطلاحی برای «ارباب، حامی» و «ثروت، رفاه» است.
باگا یک آدیتیاس)، گروهی از خدایان اجتماعی است که فرزندان آدیتی هستند. مسئولیت باگا این بود که مطمئن شود مردم سهمی از کالا را در زندگی دریافت می‌کنند. او با برادرش آریامن (ودایی) در رابطه با انتظار ازدواج موفق، همراه است.